# Булатово (Алтайський район)
Була́тово (рос. Булатово) — село у складі Алтайського району Алтайського краю, Росія. Входить до складу Куяганської сільської ради.

## Населення
Населення — 48 осіб (2010; 80 у 2002).
Національний склад (станом на 2002 рік):
- росіяни — 98 %